# Kelagastos
Kelagastos war ein führender Vertreter der Anten um 561.
Kelagastos wurde nur einmal erwähnt als Sohn von Idarizios und Bruder von Mezameros. Mezameros wurde von den Anten zu den Awaren gesandt, um Gefangene auszulösen. Kelagastos könnte zu dieser Zeit ein Führer der Anten gewesen sein. Mezameros wurde als Gesandter der Anten bezeichnet. Es ist möglich, dass Kelagastos zu dieser Zeit Führer der Anten war, als Nachfolger seines Vaters Idarizios. Weitere Informationen zu seiner Person sind nicht überliefert.